# Čtveráci (pořad)
Pořad Čtveráci byl soutěžně zábavný pořad vysílaný na TV Nova v letech 1999–2001.

## Základní informace
Soutěž začala v roce 1999 vysílat TV Nova v neděli v podvečer před Televizními novinami. Prvních 18 epizod, které vznikly v roce 1999, moderoval Martin Severa. O rok později, tedy v roce 2000, převzala moderování pořadu Bára Štěpánová. Ta moderovala zbylých 51 epizod. S příchodem nové moderátorky se také pořad prodloužil a byl přesunut do hlavního vysílacího času. Nově epizody trvaly 28–35 minut a vysílaly se každé úterý ve 20:00. Čtveráci se přestali vysílat na počátku roku 2001.

## Pravidla
V každé epizodě účinkovalo 9, později 8 známých osobností. Bára Štěpánová na sebe později kromě role moderátorky vzala i funkci jednoho hosta, čtveráka. Sama vyprávěla příběhy.
Vždy byli 2 soutěžící vylosováni z publika. Jeden měl symbol modrého křížku a druhý symbol oranžového kolečka. Ti si pak vybírali jednotlivé osobnosti, které jim vyprávěly historky. Jejich úkolem bylo uhádnout, zda osobnost mluví pravdu, nebo lže. Zároveň bylo jejich úkolem propojit svými symboly 3 strany čtverce 3x3. Pokud jeden soutěžící neuhádl, bod symbol na tom místě připadl soupeři. Osobnosti seděli nad sebou ve třech řadách po třech. Samotné propojování stran bylo něco jako piškvorky. Když se soutěžícímu podařilo propojit 2 strany, skončilo kolo. Hrálo se tolik kol, kolik se stihlo. Na konci zazněl gong a soutěž ukončil.
Za Martina Severy dostávali soutěžící za propojené strany 3 000 Kč. Pokud kolo nebylo dohráno, tak za každý svůj symbol dostal soutěžící 300 Kč. Od 19. epizody soutěžící v základních kolech sbírali body. Za propojené strany bylo 8 bodů a za každý další symbol 1 bod. Kdo měl na konci více bodů, postoupil do finále. Ve finále se sečetly body obou soutěžících a ty se proměnily v kroky. Na obrazovce se objevila nějaká známá osobnost, která se v 60 krocích začala měnit v jinou. Finalista/finalistka měl o deset kroků méně, než byl celkový počet kroků, na to, aby novou osobnost poznal. Pokud se trefil napoprvé, tak vyhrál celý jackpot. Pokud nevěděl, měl ještě dalších deset kroků. Každým dalším krokem však ztrácel nějaké peníze. Pokud by uhodl až v posledním možném kroku, vyhrál by 10 000 Kč. Jackpot činil v 19. díle 20 000 Kč a postupně jeho hodnota kolísala dle toho, jak byli jednotliví soutěžící úspěšní.